# 藤吉隆雄
藤吉 隆雄（ふじよし たかお）は、日本のカメラマン。アルジャジーラで働いたことがあるたった一人の日本人（2013年4月現在）。

## 経歴
千葉大学工学部画像工学科卒。早稲田大学大学院政治学研究科修了。陸自と空自が両方ある基地の街で生まれ育つ。父方の親戚は自衛官だらけ。元カメラグランプリ選考委員。スチールカメラマン経験18年，科学技術ライター経験8年。世界科学ジャーナリスト連盟の傘下各国協会交流によりカタール・アルジャジーラTVにて4週間、講師として撮影技術等を現地スタッフに教えた。
名古屋大学 特任助教（2010年度 - 2013年度）、あいちサイエンスフェスティバルコーディネーター（2011年度 - 2013年度）。
北海道大学 特任准教授（2014年度-2017年度）、「北海道大学物質科学フロンティアを開拓するAmbitiousリーダー育成プログラム」のプログラム教員。博士課程教育リーディングプログラム推進室（科学技術コミュニケーション教育担当）、広報企画推進室（広報企画調査研究担当）。
2018年4月からお茶の水女子大学で「全学教育システム改革推進本部 リーディング大学院推進センター」特任講師。10月より大学共同利用機関法人 情報・システム研究機構 国立情報学研究所 特任専門員(2023年9月まで)。
現在は津田塾大学総合政策研究所特任研究員。
科学技術社会論学会、日本マンガ学会、日本科学技術ジャーナリスト会議、日本写真協会会員。